# Fiodor Matiouchkine
Fiodor Fiodorovich Matiouchkine (en russe Федор Федорович Матюшкин), né le 10 juillet 1799 à Stuttgart et mort le 16 septembre 1872 à Saint-Pétersbourg, est un navigateur et explorateur russe. 

## Biographie
Il étudie au lycée de Tsarskoïe Selo où il se lie d'amitié avec Alexandre Pouchkine. Diplômé en 1817, il se porte volontaire pour la marine et participe au voyage autour du monde de Vassili Golovnine sur le navire Kamtchatka en 1817–1819. 
De 1820 à 1824, il prend part à l' expédition arctique de Ferdinand von Wrangel, qui devient son ami, en mer de Sibérie orientale et en mer des Tchouktches. Ils explorent et cartographient l'île Chetyrekhstolbovoy, la plus méridionale des îles Medveji, alors un groupe d'îles presque inconnu. À la suite de cette expédition, Matiouchkine explore par lui-même une vaste zone de toundra à l'est de la rivière Kolyma et recueille de précieuses données ethnographiques.
Il rejoint ensuite Ferdinand von Wrangel sur le Krotky dans sa circumnavigation (1825-1827). En 1828-1829, il participe à la guerre russo-turque dans laquelle il commande différents navires militaires. En 1835, il sert dans la flotte de la mer Noire et en 1850—1851, dans la flotte de la Baltique. À partir de 1852, il officie au département de la marine avec le grade d'amiral. En 1858, il est nommé président du comité scientifique naval et en 1861, devient sénateur. 
En 1825, avant le deuxième tour du monde de Matiouchkine, Pouchkine s'adresse à lui dans le son poème 19 octobre. 